# Kenneth Dixon
Kenneth Dixon McCoy (Guápiles, Pococí, 1 de noviembre de 1993) es un futbolista costarricense.

## Trayectoria
Para el Campeonato de Invierno del año 2015, Kenneth Dixon firmó con Liga Deportiva Alajuelense proveniente del Santos de Guápiles. Tras una temporada con muy poca oportunidad, volvió a préstamo al Santos.
En el año 2019, luego de jugar una temporada a préstamo con el Herediano, Dixon volvió al equipo que tenía su ficha, el Puerto Golfito FC, para desligarse de este último por mutuo acuerdo.

## Estadísticas

### Clubes
La siguiente tabla detalla los encuentros disputados y los goles marcados por Dixon en los clubes en los que ha militado.
| Club                | Temporada           | Liga | Liga | Copas nacionales * | Copas nacionales * | Copas internacionales ** | Copas internacionales ** | Total | Total |
| Club                | Temporada           | PJ   | G    | PJ                 | G                  | PJ                       | G                        | PJ    | G     |
| ------------------- | ------------------- | ---- | ---- | ------------------ | ------------------ | ------------------------ | ------------------------ | ----- | ----- |
| Santos · Costa Rica | 2011 - 2012         | 5    | 0    | 0                  | 0                  | 0                        | 0                        | 5     | 0     |
| Santos · Costa Rica | 2012 - 2013         | 14   | 2    | 0                  | 0                  | 0                        | 0                        | 14    | 2     |
| Santos · Costa Rica | 2013 - 2014         | 10   | 0    | 0                  | 0                  | 0                        | 0                        | 10    | 0     |
| Santos · Costa Rica | 2014 - 2015         | 3    | 0    | 0                  | 0                  | 0                        | 0                        | 3     | 0     |
| Santos · Costa Rica | Total               | 32   | 2    | 0                  | 0                  | 0                        | 0                        | 32    | 2     |
| Total en su carrera | Total en su carrera | 32   | 2    | 0                  | 0                  | 0                        | 0                        | 32    | 2     |